# Moro, Oregon
Moro är administrativ huvudort i Sherman County i Oregon. Enligt 2010 års folkräkning hade orten 324 invånare. Moro grundades officiellt den 17 februari 1899.